# رافائل روبایو
رافائل روبایو (به انگلیسی: Rafael Roballo) دروازه‌بان فوتبال اهل برزیل است. وی در تیم استقلال خوزستان در لیگ برتر فوتبال ایران بازی می‌کند.